# جامعة الدولة الأوكرانية للنقل بالسكك الحديدية
جامعة الدولة الأوكرانية للنقل بالسكك الحديدية مؤسسة تعليم عالي أوكرانية، (بالأوكرانية: Український державний університет залізничного транспорту) هي جامعة تقع في خاركيف أوبلاست، أوكرانيا. تأسست هذه الجامعة في سنة 1930